# Lassie (pel·lícula)
Lassie és una pel·lícula d'aventures i familiar de 2005, dirigida per Charles Sturridge i inspirada en la llegendària gossa de raça collie Lassie. Ha estat doblada al català.

## Argument
La vigília de la Segona Guerra Mundial, al Yorkshire (Regne Unit), la família Carraclough es veu obligada a vendre a la seva gossa Lassie a un adinerat duc (Peter O'Toole) que viu a Escòcia. No obstant això, àdhuc estant a centenars de milles lluny de la seva veritable família, Lassie fuig i emprèn un llarg camí de tornada a casa.

## Repartiment
- Peter O'Toole: El Duc de Rudling
- Samantha Morton: Sarah Carraclough
- John Lynch: Sam Carraclough
- Steve Pemberton: Edward Hynes
- Jonathan Mason: Joe Carraclough
- Hester Odgers: Cilla
- Jemma Redgrave: Daisy
- Peter Dinklage: Rowlie
- Gregor Fisher: Mapes
- Edward Fox: Coronel Hulton
- Kelly Macdonald: Jeanie
- Nicholas Lyndhurst: Buckle

## Rebuda
- Va ser nominada a millor pel·lícula familiar en els premis Broadcast Film Critics Association de 2007. També va ser nominada la interpretació de Jonathan Mason en els Premis Young Artist 2007.
- Va guanyar el premi IFTA 2007 al millor so, i va ser nominada al Premi del Públic al Millor Film Irlandès. Nominada als premis Critics' Choice a la millor pel·lícula familiar
- La pel·lícula va rebre crítiques positives dels crítics de cinema. Té una qualificació del 93 % a Rotten Tomatoes amb 65 comentaris, amb una qualificació mitjana de 7.3/10. La puntuació a IMDb és de 6,7 sobre 10.
- "Una pel·lícula sobre gossos que delectarà fins i tot als quals no adorin els gossos"[4]
- "Lassie equilibra crueltat i tendresa, patetisme i humor, sense si més no perdre la visió dels membres de la seva audiència més joves."[3]